# Otto Emersleben (Schriftsteller)

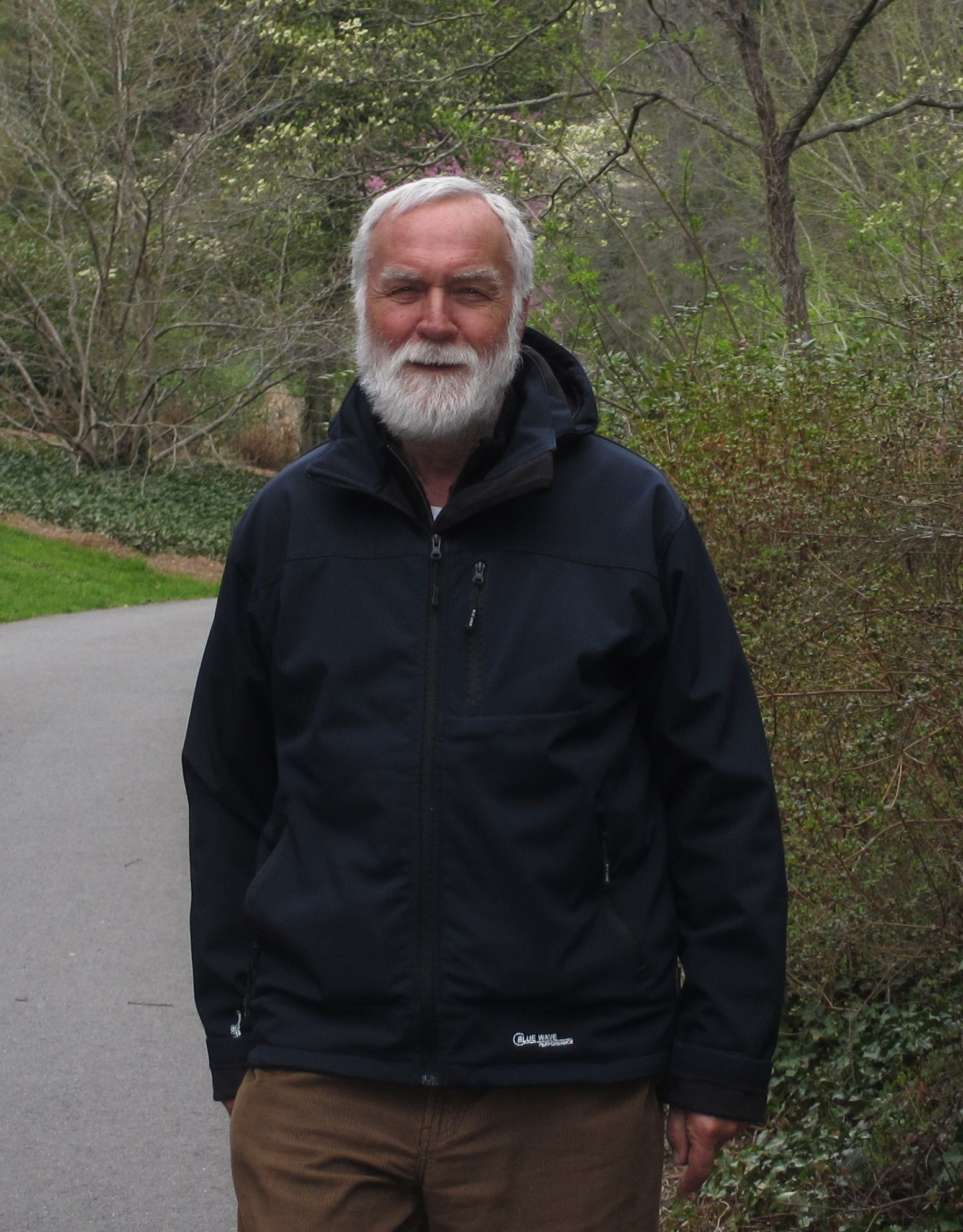
Otto Emersleben, 2014

Otto Emersleben (* 19. April 1940 in Berlin-Zehlendorf) ist ein deutscher Schriftsteller.

## Leben und Wirken
Emersleben ist der Sohn des gleichnamigen Mathematikers Otto Emersleben. Er übersiedelte 1958 nach dem Abitur aus West-Berlin in die DDR und studierte Physik in Rostock, Greifswald und Sofia, wo er sein Studium 1964 mit dem Diplom abschloss. Er war Kundendiensttechniker der Filmfabrik Wolfen (ORWO) und Mitglied des Dessauer Literaturzirkels von Werner Steinberg. Nach vielen dienstlichen Reisen durch Europa und Asien verbrachte er vier Jahre in Moskau. 1976 wurde er freischaffender Schriftsteller in Greifswald und besuchte 1977/78 einen Szenaristenkurs an der Filmhochschule Babelsberg. Seit 1992 lebt er in Brunswick (Maine), wo er am Bowdoin College arbeitete.
Erste Veröffentlichungen waren historische Erzählungen in der vom Verlag Neues Leben publizierten Heftreihe Das neue Abenteuer. Die Geschichten erschienen 1985 gesammelt als Spannend erzählt-Band Der Turm des Todes. 1980 erschien der erste Roman Strom ohne Brücke, eine Erzählung um die Gonzalo-Pizarro-Expedition (u. a. Entdeckung des Amazonas durch die Spanier) um 1540. Den 1988 unter dem Pseudonym Dirck van Belden publizierten historischen Roman Strandrecht (Spannend erzählt Bd. 213) verfasste er zusammen mit Hartmut Mechtel. In dem Roman Der Wind hat viele Namen beschreibt Emersleben die revolutionäre Situation in Bulgarien unter osmanischer Herrschaft mit Wassil Lewski als Hauptperson. In seinem 2000 erschienenen Roman NovemberMärchen. Keine bleibende Stadt, der in der fiktiven vorpommerschen Kleinstadt Törnstedt spielt, die aber viele Ähnlichkeiten mit Greifswald hat, erzählt er vor dem Hintergrund der Wendezeit in der DDR die Liebesgeschichte zwischen der verheirateten Bibliothekarin Irmelin Horn, deren Ehemann Edmund sich später als Stasi-Mitarbeiter entpuppt, und dem deutlich jüngeren Fotografen Herbert. Die Romanze ist nicht von Dauer, ebenso wenig wie die Euphorie des gesellschaftlichen Umbruchs. Dennoch ergeben sich aus den Geschehnissen neue Lebensperspektiven für alle Beteiligten.
Parallel zu Romanen und Erzählungen schrieb Otto Emersleben Sachbücher und Biografien. Bekannt wurde seine Biografie des Nordpolentdeckers Robert Peary. 1998 erschien in der Reihe der rororo-Monographien seine Biografie von James Cook und im Februar 2002 folgte in derselben Reihe Marco Polo. 2003 erschien In den Schründen der Arktik, ein biografischer Roman über Karl May, Robert Peary und die Entdeckung des Nordpols. Die Fortsetzung, Der Streit um den Nordpol, erschien 2012 als E-Book.

## Werke

### Romane und Erzählungen
- Strom ohne Brücke. Verlag Neues Leben, Berlin 1980 (Reihe Spannend erzählt, Band 164).
- Nichts Neues unter der Sonne. Evangelische Verlagsanstalt, Berlin 1981.
- Papiersterne. Verlag Neues Leben, Berlin 1982.
- Der Wind hat viele Namen. Evangelische Verlagsanstalt, Berlin 1985.
- Der Turm des Todes. Verlag Neues Leben, Berlin 1985 (Reihe Spannend erzählt, Band 196); Neuausgabe als E-Book bei EditionDigital 2012, ISBN 978-3-86394-501-5.
- NovemberMärchen. Keine bleibende Stadt. Thomas Helms Verlag, Schwerin 2000. ISBN 3-931185-67-2
- In den Schründen der Arktik. Wie Karl May den Nordpol entdeckte. Florstedt & Greis Verlagsgesellschaft, Leipzig 2003. ISBN 3-00-009239-0

### Sachbücher
- Länder des Goldes. Der Ausklang des großen Entdeckungszeitalters. Urania Verlag, Leipzig, Jena, Berlin 1980.
- Zu fernen Ufern. Entdeckungen im 17. und 18. Jahrhundert. Urania Verlag, Leipzig, Jena, Berlin 1984.
- Entschleierte Erde. Die letzten Abenteuer der Entdeckungsgeschichte. Urania Verlag, Leipzig, Jena, Berlin 1988.

### Biografien
- James Cook. Seemann, Entdecker, Naturforscher. Verlag Neues Leben, Berlin 1989.
- Robert Edwin Peary. Ein amerikanischer Traum vom Pol. Verlag Neues Leben, Berlin 1991.
- Marco Polo. Rowohlt Verlag, Reinbek 2002. ISBN 3-499-50473-1